# La Promesse du bonheur

La promesse du bonheur (Das Glück klopft an die Tür) est un téléfilm allemand réalisé par Christine Kabisch et diffusé en 2006.

## Fiche technique
- Titre original : Das Glück klopft an die Tür
- Scénario : Mónica Simon
- Durée : 88 min
- Pays :  Allemagne

## Distribution
- Saskia Vester : Gila Maibach
- Chiara Schoras : Maja Deutz
- Andrea Bürgin : Franziska Miller
- Max von Thun : Stefan Wagner
- Gustav Peter Wöhler : Justus Weber
- Niclas Jonathan Cerff : Max Deutz
- Krystian Martinek : Docteur Werner Schöne
- Tyron Ricketts : Franz Böhm
- Udo Thies (VF : Laurent Mantel) : Banquier Boris Fischer
- Axel Wedekind : Achim Rütting
- Jim Boeven : Roland Herzog
- Bruno Skorpil : Lothar Maibach